# Oecobius annulipes
Espèce
Oecobius annulipes est une espèce d'araignées aranéomorphes de la famille des Oecobiidae.

## Distribution
Cette espèce est endémique d'Algérie.

## Publication originale
- Lucas, 1846 : Histoire naturelle des animaux articulés. Exploration scientifique de l'Algérie pendant les années 1840, 1841, 1842 publiée par ordre du Gouvernement et avec le concours d'une commission académique. Paris, Sciences physiques, Zoologie, vol. 1, p. 89-271.